# 화이트 노이즈 (2022년 영화)
"화이트 노이즈"(영어: White Noise)는 2022년 개봉한 미국의 블랙 코미디 영화이다. 노아 바움백이 감독과 각본을 맡았으며, 돈 디릴로의 동명 소설이 영화의 원작이다. 제79회(2022년) 베네치아 영화제 개막작이자 황금사자상 경쟁후보작이다.

## 출연

### 주연
- 아담 드라이버 : 잭 역
- 그레타 거윅 : 바베트 역
- 돈 치들 : 머레이 역